# Neferuptah
Neferuptah o Ptahneferu ("Bellesa de Ptah") va ser una princera egípcia de la XII Dinastia. Era filla del rei Amenemhet III (vers el 1860 aC fins al 1814 aC). La seva germana va ser el faraó Sobekneferu ("Bellesa de Sobec").

## Biografia
Neferuptah va ser una de les primeres dones reials en tenir el seu nom dins d'un cartutx (encerclat).
|                   |   |     |     |     |
| \| \| \| \| \| \| |   |     |     |     |
|                   |   |     |     |     |
| p · t             | H | nfr | nfr | nfr |

| p · t | H | nfr | nfr | nfr |

|                   |   |     |     |     |
| \| \| \| \| \| \| |   |     |     |     |
|                   |   |     |     |     |
| p · t             | H | nfr | nfr | nfr |

| p · t | H | nfr | nfr | nfr |

|                   |   |     |     |     |
| \| \| \| \| \| \| |   |     |     |     |
|                   |   |     |     |     |
| p · t             | H | nfr | nfr | nfr |

| p · t | H | nfr | nfr | nfr |

|                   |   |     |     |     |
| \| \| \| \| \| \| |   |     |     |     |
|                   |   |     |     |     |
| p · t             | H | nfr | nfr | nfr |

| p · t | H | nfr | nfr | nfr |

Es va preparar una inhumació per a ella a la tomba del seu pare a Hawara. No obstant això, no hi va ser enterrada, ja que la van acabar sepultant en una petita piràmide a Hawara. La seva tomba es va trobar intacta el 1956; hi van trobar les seves joies, un sarcòfag de granit, tres gerros de plata i altres objectes.

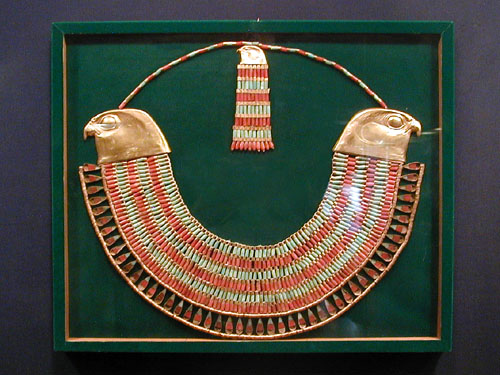
Collaret de Neferuptah.

El sarcòfag de granit duia una inscripció que era una breu fórmula d’ofrena. A l'interior del sarcòfag hi van trobar les restes deteriorades de dos taüts de fusta. L'exterior estava decorat amb làmines d'or inscrites; al sarcòfag de la reina Hatxepsut, que va viure uns 300 anys després, s'hi van trobar les mateixes inscripcions. La seva tomba apareix esmentada en un papir trobat a Lahun. Se la representa al costat del seu pare al temple de Medinet Madi. Els objectes que li pertanyen inclouen una esfinx de granit negre i el fragment d'una estàtua trobada a Elefantina.

## Títols
Tot i que mai no va tenir el títol d'Esposa del Rei, si que sembla que devia tenir un estatus especial; és possible que fos considerada una futura governant.
Els seus títols coneguts són els següentsː
- Membre de l’Elit
- Gran de favor
- Gran d'Elogi
- Filla del Rei, la seva estimada, del seu cos.